# Chó săn chỉ điểm Tây Ban Nha Cũ
Chó săn chỉ điểm Tây Ban Nha Cũ, còn gọi là Perro de Punta Español là một giống chó (hoặc có nhiều khả năng là một con chó) có nguồn gốc từ Tây Ban Nha, được cho là tổ tiên cuối cùng của tất cả các giống chó săn chỉ điểm (ngoại trừ chó săn Ý).

## Ảnh hưởng giống
Nhiều tác gia, chuyên gia về nghệ thuật săn bắn và những con chó đã tiếp xúc với nguồn gốc của những giống chó săn chỉ điểm là ở Tây Ban Nha.
Người Anh đề cập đến chó săn chỉ điểm Tây Ban Nha hay Perro de Punta Español, một giống chó lông ngắn có lông màu nâu được mang đến Anh trong thế kỷ 17 và 18. Vì vậy, theo Stonehengue, một học giả cinófilo, đã viết vào cuối thế kỷ 19, giống chó săn chỉ điểm Tây Ban Nha Cũ này đã được sử dụng để tạo ra giống chó săn chỉ điểm hiện đại một phần bằng cách dùng các con lai của chúng chọn các cá thể có trọng lượng nhẹ hơn và có tốc độ nhanh hơn giống chó Tây Ban Nha cũ này.
William Arkwright, trong một tác phẩm được xuất bản vào năm 1902 trong phiên bản cao cấp và bốn năm sau trong phiên bản phổ biến ("The Pointer And Its Predecessors"), cung cấp thêm tài liệu về chủ đề này.
Sau đó, David Taylor, nhà thú y nổi tiếng điều hành một tổ chức thú y quốc tế có các dịch vụ thường được sở hữu bởi các vườn thú trên toàn thế giới, xác nhận trong cuốn sách "The Big Book of the Dog" rằng chó săn chỉ điểm Tây Ban Nha được giới thiệu ở Anh và lai giống với chó săn thỏ, chó săn cáo Anh, dẫn đến sự ra đời của giống chó săn chỉ điểm Anh.
Pachon Navarro thường được coi là giống chó ngoại lai gần giống nhất với chó săn chỉ điểm Tây Ban Nha Cũ.